# Thoracochaeta zosterae
Thoracochaeta zosterae of kleine mestvlieg is een vliegensoort uit de familie van de mestvliegen (Sphaeroceridae). De wetenschappelijke naam van de soort is voor het eerst geldig gepubliceerd in 1833 door Haliday.